# 浜口尚
浜口 尚（はまぐち ひさし、1955年 - ）は、日本の文化人類学者。園田学園女子大学短期大学部生活文化学科教授。過去には関西学院大学などの非常勤講師もつとめていた。捕鯨再開推進の立場を取る。「そのだインターネットキャンパス」では公開講座「捕鯨文化論入門」を、関西学院大学では「地域・生活・環境特論B 「捕鯨文化の比較考察」」（2005年度）を担当していた。

## 経歴
- 1955年生まれ
- 1978年3月　関西学院大学社会学部卒業
- 1983年3月　東京都立大学 (1949-2011)大学院社会科学研究科 社会人類学専攻 修士課程修了 （文学修士）
- 1983年4月-1995年3月　和歌山県職員
- 1995年4月　園田学園女子大学短期大学部講師
- 2000年4月　園田学園女子大学短期大学部助教授
- 2004年3月-8月　カナダマギル大学人類学科客員教授
- 2007年4月　園田学園女子大学短期大学部准教授
- 2008年4月　園田学園女子大学短期大学部教授
- 2013年9月　博士(文学)、総合研究大学院大学
- 2017年4月　園田学園女子大学図書館館長

## 著書
- 『捕鯨の文化人類学 －おいしいクジラを食べたい－』 (新風舎, 1994年)
- (河合利光 編) 『比較食文化論－文化人類学の視点より－』 (建帛社, 2000年) 第1章第2節、第4章第2節執筆
- 『捕鯨文化論入門』 (サイテック, 2002年)
- 日本捕鯨協会の機関誌『勇魚・勇魚通信』へ寄稿論文あり
- 『先住民生存捕鯨の文化人類学的考察』（岩田書院, 2016年）